# Estádio Presidente Perón
O Estádio Presidente Perón, também conhecido como El Cilindro, é um estádio localizado em Avellaneda, dentro da região metropolitana de Buenos Aires, Argentina. É a casa do time de futebol Racing Club.
O Presidente Perón substituiu o Estádio Alsina y Colón, que foi fechado em 1947. Foi inaugurado em 3 de Setembro de 1950 no jogo Racing Club 1 x 0 Vélez Sarsfield, o estádio é conhecido popularmente como El Cilindro por sua forma circular. Recebeu o nome do ex-Presidente argentino Juan Domingo Perón que facilitou ao clube a aquisição do terreno.
Em 1967, o estádio foi palco da segunda partida da final da Copa Intercontinental, disputado entre o Racing, campeão da Libertadores daquele ano e o Celtic, campeão da Taça dos Campeões Europeus de 1966-67. A partida contou com mais de 120.000 pessoas, sendo até hoje o maior recorde de público do futebol dentro da Argentina. O placar no Presidente Perón foi Racing 2x1 Celtic. Com os resultados da partida de ida, em Glasgow (1x0 para os escoceses), ocorreu um jogo de desempate Montevidéu, o Racing tornou-se o campeão mundial ao vencer por 1x0.
Na década de 90 o estádio passou por reformas e passou a contar com cobertura que existe hoje em todo o estádio.
Atualmente é o quarto maior estádio da Argentina, atrás do Monumental de Nuñez, do Mario Alberto Kempes e da La Bombonera tendo capacidade para abrigar 55.000 torcedores.

## Nome
O nome oficial do estádio, Presidente Perón, foi dado em homenagem ao militar e político argentino, que também foi presidente da Argentina e é considerado o idealizador do peronismo. A escolha do nome foi feita pelo presidente do Racing Club, Carlos Paillot, como forma de agradecimento pelo crédito concedido pelo governo de Perón durante a construção do estádio.
Seu nome popular, El Cilindro (em português:  O Cilindro), surgiu devido à forma perfeitamente circular do estádio, que o distingue das demais arenas do país. Outro apelido que recebeu, menos conhecido, foi El Coliseo (em português:  O Coliseu), devido à sua semelhança arquitetônica com o famoso Coliseu de Roma, na Itália.

## História
Em 16 de agosto de 1946, o Poder Executivo Nacional assinou o Decreto 7.395, através do qual outorgava ao Racing um empréstimo de 3 milhões de pesos em moeda nacional para a construção de um novo estádio. Assim, o antigo estádio do clube abriu as suas portas pela última vez em 1 de dezembro de 1947, num jogo contra o Rosario Central, para ser posteriormente demolido e dar lugar à construção do "Cilindro". Por fim, foi inaugurado oficialmente em 3 de setembro de 1950, num jogo do campeonato argentino contra o Vélez Sarsfield, em que o Racing venceu por 1–0 com gol de Llamil Simes.
Em 1951, o Cilindro foi utilizado para as cerimônias de abertura e encerramento dos I Jogos Pan-Americanos, Buenos Aires 1951, bem como para os jogos de futebol do evento. Em 1993, o estádio "mudou de endereço", já que as autoridades do município de Avellaneda acataram um pedido do clube para mudar o nome da passagem Cuyo para Oreste Osmar Corbatta, estrela do Racing que tinha falecido em dezembro de 1991. Desde então, o endereço passou a ser Mozart e Corbatta.
O estádio tem sediado alguns concertos nacionais e internacionais desde o final da década de 1990.

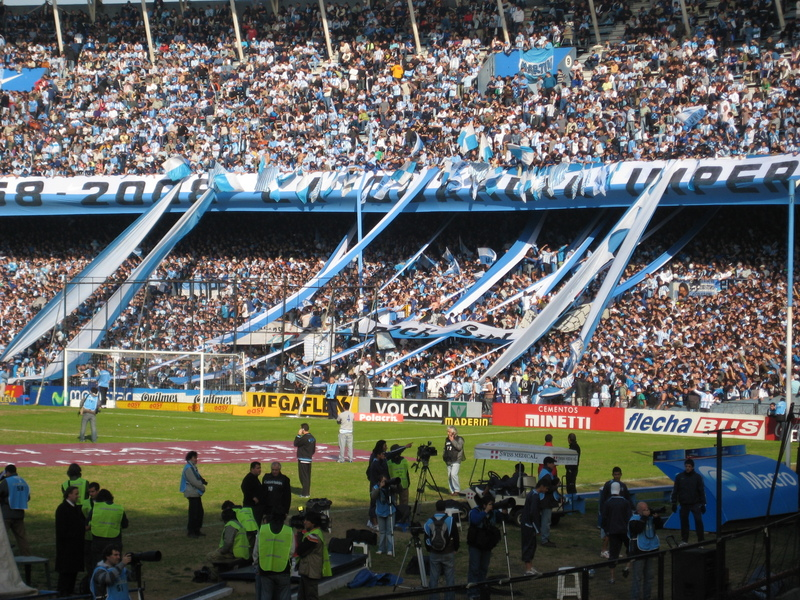
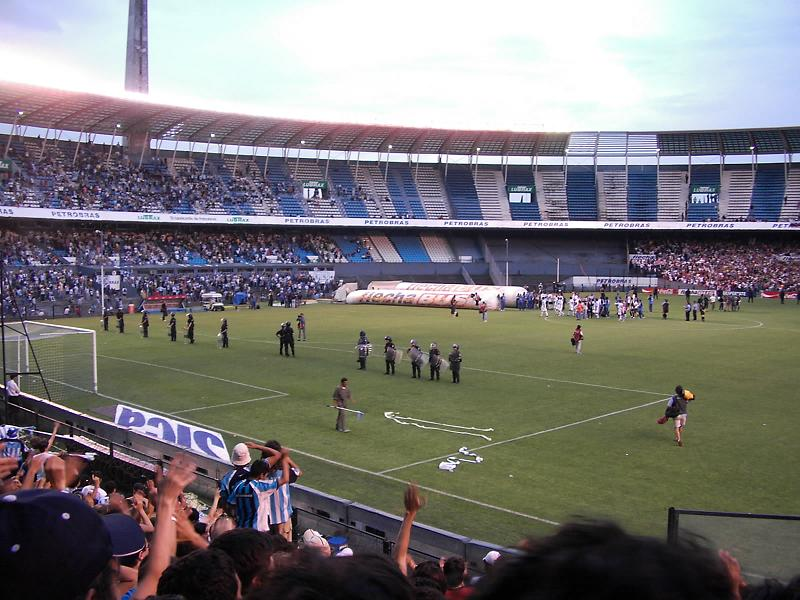
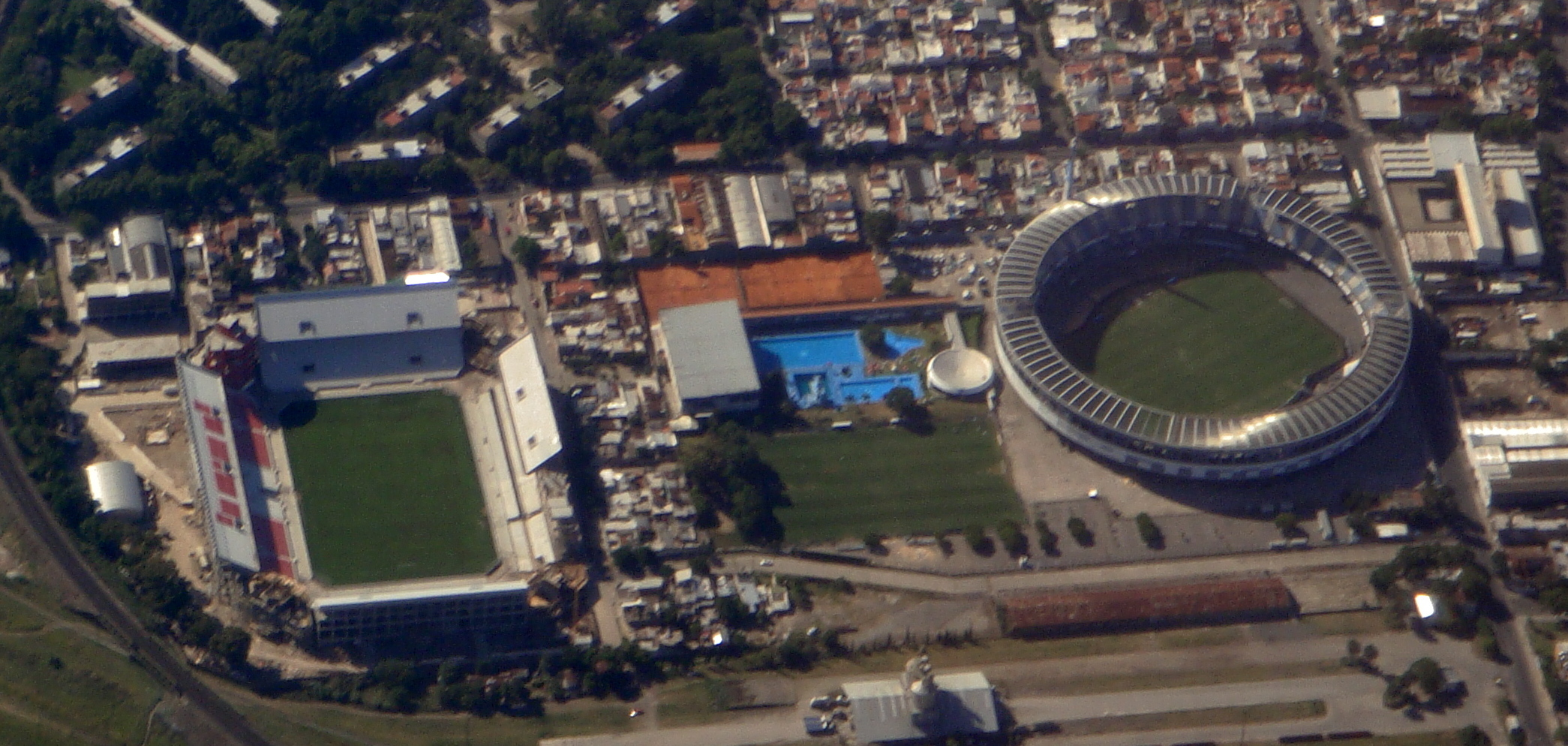
Imagem aérea mostrando a proximidade do El Cilindro com o Estádio Libertadores de América do rival Independiente
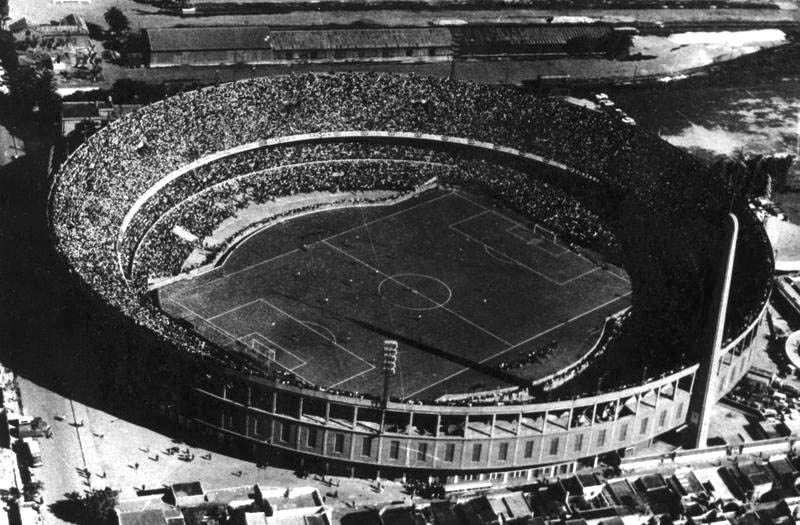
Estádio em 1950

## Concertos
O estádio já recebeu alguns shows nacionais e internacionais desde o final dos anos 1990. Alguns dos artistas que já se apresentaram no estádio temos Redonditos de Ricota (1998, para um público de 35 000 espectadores), Rammstein (em 27 de novembro de 2010), Judas Priest e Whitesnake juntos (18 de setembro de 2011), e a banda de rock local Viejas Locas (14 de julho de 2012).